# Trump Tower (New York)
De Trump Tower is een wolkenkrabber gelegen in Midtown Manhattan op de hoek van Fifth Avenue en 56th Street. Het door Der Scutt ontworpen gebouw telt 58 verdiepingen en heeft een hoogte van 202,5 meter. De Trump Tower bestaat uit een atrium met een winkelcentrum dat zes verdiepingen beslaat, uit een daarboven gelegen kantoorgedeelte en uit een appartementencomplex, waar onder anderen Jay-Z, Beyoncé, Bruce Willis en eigenaar Donald Trump wonen.
Het skelet van het gebouw bestaat volledig uit gewapend beton, waaromheen zich een volledig glazen gevel bevindt. Het skelet van beton wordt bovenaan de toren met zijn kern verbonden met behulp van een vakwerk om zo beter tegen stormen en aardbevingen bestand te zijn. De glazen gevel is van donker reflecterend glas. De Trump Tower heeft een nagenoeg vierkant grondplan met een inkeping in het noordoosten. Naarmate de hoogte van het gebouw stijgt neemt het aantal inkepingen toe. Deze inkepingen zorgen voor een breder uitzicht vanuit de toren. De onderste verdiepingen hebben terrassen, waarop bomen zijn geplant.
Om het gebouw hoger te laten lijken bevinden alle etages zich in werkelijkheid 10 verdiepingen lager; zo bevindt de 43e verdieping zich in werkelijkheid op de 33e verdieping. Op de website van The Trump Organization staat dat de Trump Tower 68 verdiepingen in plaats van de werkelijke 58 heeft.

## Geschiedenis

### Ontwerp en de bouw
Voordat de Trump Tower was gebouwd, stond hier het 11 verdiepingen tellende Bonwit Teller Building. Donald Trump kocht dat gebouw in 1979 voor $25 miljoen van Genesco. Die prijs was inclusief het huren van de grond. Hij had daarvoor de eigenaar, Franklin Jarman, via de telefoon aangeboden het gebouw te kopen, maar zijn aanbod werd afgewezen. Later bood Trump elk half jaar aan het gebouw te kopen, maar steeds werd zijn aanbod afgewezen. Nadat de eigenaar van Bonwit Teller, Genesco, bezittingen wilde verkopen door financiële problemen, werd zijn bod goedgekeurd. Het huurcontract voor de grond zou echter na 29 jaar verlopen, waardoor hij het risico liep dat het gebouw na die periode zou worden afgebroken. Daarom zocht hij contact op met de eigenaar van de grond, de Equitable Life Insurance Society. Trump kocht de grond, maar moest in ruil daarvoor de helft van het eigenaarschap van het nieuwe gebouw afstaan. Nadat hij de grond had gekocht, kocht Trump de luchtrechten op van het naastgelegen Tiffany & Company Building voor vijf miljoen dollar van eigenaar van Tiffany, Walter Hoving.
Trump liet het gebouw ontwerpen door Amerikaans architect Der Scutt, die toentertijd werkte voor het in 1906 opgerichte architectenbureau "Swanke Hayden Connell & Partners". Der Scutt had al eerder een gebouw voor Trump ontworpen en Trump gaf de opdracht het meest fantastische gebouw van New York te ontwerpen. Het was echter moeilijk om voor een dermate hoge en moderne toren goedkeuring van de stad te krijgen; de meeste omringende gebouwen waren namelijk van kalksteen en baksteen gemaakt. Het ontwerp moest eerst goedgekeurd worden door de "New York's City Planning Commission", maar Trump kreeg geen goedkeuring voor de bouw. Het project lag een tijd stil, totdat hij door het architectenbureau een model liet maken en totdat Ada Louise Huxtable, een criticus op het gebied van architectuur, in The New York Times een artikel over het ontwerp schreef met als titel A New York Blockbuster of Superior Design. Daarna werd het ontwerp op 19 oktober 1979 goedgekeurd door de commissie. Er was echter nog steeds veel protest tegen de bouw. Wat ook bij de goedkeuring meehielp was dat het atrium openbare ruimte zou worden. Trump sloot een lening af bij de Chase Manhattan Bank voor $200 miljoen. Trump kreeg voor het gebouw het grootste belastingvoordeel uit de geschiedenis van New York.
Trump huurde Barbara Res in als leider van het project en de sloop van het warenhuis begon op 15 maart 1980. Trump werd bekritiseerd toen hij besloot twee sculpturen aan het gebouw ook te slopen, omdat het verwijderen te veel geld zou kosten. Toen het gebouw gesloopt was, liet Trump zijn toenmalige vrouw Ivana Trump het atrium ontwerpen. De Trump Tower werd gebouwd door 5000 bouwvakkers en de totale bouwkosten bedroegen $190 miljoen, wat Trump meteen al terugverdiende; de woningen alleen leverden namelijk al $240 miljoen op. Op 14 februari 1983 werd het atrium van het gebouw geopend en op 30 november 1983 was het gebouw af. Tijdens de opening varieerden de prijzen van een appartement van vijf tot elf miljoen dollar. Tijdens de opening was het niet alleen het hoogste bouwwerk met een betonnen skelet van New York, maar ook het hoogste gebouw van New York met een volledig glazen gevel.

## Indeling

### Atrium

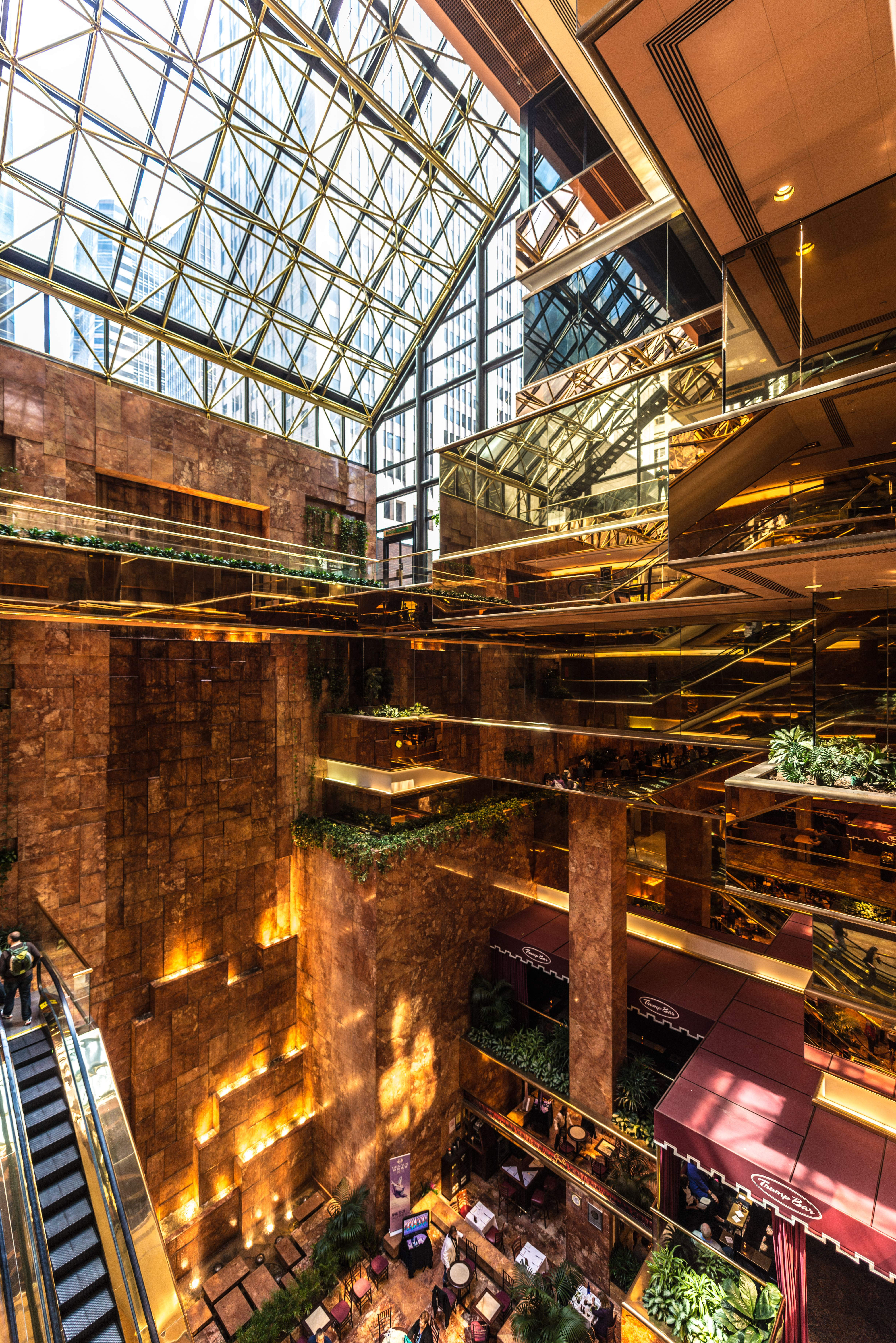
Atrium van de Trump Tower, linksonder de waterval

De onderste zes verdiepingen vormen het 30 meter hoge atrium van het gebouw, dat voor iedereen toegankelijk is en dient als een winkelcentrum. Het is een zogenaamde Privately Owned Public Space. Het atrium bestaat vooral uit Breccia Pernice, roze marmer; voor de bouw is zo'n 240 ton aan marmer uit Italië geïmporteerd. De winkels en horecagelegenheden bevinden zich op balkons, die door middel van roltrappen met elkaar worden verbonden. Die roltrappen zijn gemaakt van gepolijst brons en kostten twee miljoen dollar. Ook de kolommen in het atrium zijn van die soort brons gemaakt. Aan de oostkant van het atrium bevindt zich een 25 meter hoge kunstmatige waterval, die wordt verlicht. De waterval kostte 1,9 miljoen dollar. Ook bevinden zich in het atrium planten en bomen.
Het atrium is te betreden door de 10 meter brede hoofdingang van gepolijst brons, waarboven in grote letters "Trump Tower" staat, maar ook door een verbinding met het atrium van het naastgelegen 590 Madison Avenue. Naast de hoofdingang op de hoek van Fifth Avenue en 56th Street bevindt zich een ruim 4000 m² grote vestiging van modeketen Gucci. Deze drie verdieping tellende winkel heeft op de derde verdiepingen een juwelier van Gucci. In het atrium zelf bevinden zich een filiaal van Starbucks, de Trump Grill, het Trump Café, de Trump Bar, de Ivanka Trump Fine Jewelry Boutique, de Trump's Ice Cream Parlor en The Trump Store.
De winkel van Gucci, die zich sinds 2007 in de Trump Tower bevindt, was aanvankelijk een vestiging van Asprey. Asprey had sinds de opening van de Trump Tower in februari 1983 zijn winkel daar met een oppervlakte van 800 m². In 2004 werd de winkel van Asprey verbouwd en uitgebreid tot een oppervlakte van 2500 m². Voordat de Gucci-winkel in de Trump Tower kwam, werd de winkel verbouwd, waardoor ook de gevel van de winkel veranderde. Ook Galeries Lafayette had zijn vestiging in het huidige blok van Gucci. Het was de eerste vestiging van de Franse warenhuisketen in de Verenigde Staten, maar de in 1990 geopende winkel sloot in 1994, waarmee Galeries Lafayette de Amerikaanse markt weer verliet.
Het atrium is af te huren voor evenementen.

### Kantoorgedeelte
De verdiepingen boven het atrium tot verdieping 30 (in werkelijkheid de 20e verdieping) worden door kantoren in beslag genomen. De kantoren zijn te betreden via liften, die zich in het atrium bevinden. In de Trump Tower bevinden zich onder andere het hoofdkantoor van The Trump Organization, dat 27 500 m² in beslag neemt en waar op de 26e verdieping zich het kantoor van Donald Trump zelf bevindt, een kantoor van Qatar Airways op de 22e verdieping, een kantoor van CONCACAF op de 17e verdieping en een kantoor van "Glacé Entertainment Public Relations". Eerder had ook Calvin Klein een twee etages tellend kantoor in de toren.

### Appartementen
De verdiepingen 30 tot en met 68 worden in beslag genomen door in totaal 263 appartementen. Die verdiepingen heten wel 30 tot 68, maar zijn in werkelijkheid 20 tot 58. De appartementen hebben een eigen ingang aan 56th Street en hebben in tegenstelling tot de rest van het gebouw het adres 721 Fifth Avenue; de rest van het gebouw heeft namelijk 725 Fifth Avenue als adres. Het triplex penthouse is eigendom van Donald Trump. Bij de opening verschilden de prijzen van een appartement van half miljoen dollar voor een appartement met één slaapkamer en $11 miljoen voor een triplex appartement bestaande uit drie verdiepingen.
Op de verdiepingen 30 tot en met 44 herbergt elke verdieping acht appartementen en op de verdiepingen 45 tot en met 63 zijn dit er zeven. Er bevinden zich in het complex ook een aantal duplex en triplex appartementen.

#### Bekende (ex-)eigenaren
| Afbeelding | Naam                         | Opmerkingen | Referentie(s)        |
| ---------- | ---------------------------- | --- | -------------------- |
|            | Mutaib bin Abdulaziz Al Saud | Mutaib bin Abdulaziz Al Saud is sinds 2009 in bezit van een volledige verdieping. | [ 16 ]               |
|            | Paul Anka                    | Paul Anka kocht zijn appartement in de jaren 80. | [ 1 ]                |
|            | Johnny Carson                | Johnny Carson kocht in 1984 of 1985 zijn woning. | [ 17 ]               |
|            | Dick Clark                   | | [ 18 ]               |
|            | Emma Davis                   | | [ 16 ]               |
|            | Michael Jackson              | Michael Jackson ging er in 1994 met zijn pasgetrouwde vrouw Lisa Marie Presley wonen. | [ 19 ]               |
|            | Jay-Z                        | Jay-Z kocht met Beyoncé hier zijn appartement. | [ 16 ]               |
|            | Beyoncé                      | Beyoncé kocht met Jay-Z hier haar appartement. | [ 16 ] [ 18 ]        |
|            | Liberace                     | |                      |
|            | Sophia Loren                 | Sophia Loren kocht haar appartement in de jaren 80. | [ 2 ]                |
|            | Ranan Lurie                  | Politiek cartoontekenaar Ranan Lurie had in zijn appartement op de 60e etage zijn studio. | [ 20 ]               |
|            | Carlos Peralta               | Carlos Peralta kocht in 2013 zijn appartement voor $14,3 miljoen. | [ 21 ]               |
|            | Lisa Marie Presley           | Lisa Marie Presley ging er in 1994 met haar pasgetrouwde man Michael Jackson wonen. | [ 19 ]               |
|            | Erik Prince                  | | [ 16 ]               |
|            | Steven Spielberg             | Steven Spielberg kocht zijn appartement in 1985 en liet het door "Gwathmey Siegel & Associates" ontwerpen. | [ 1 ]                |
|            | Donald Trump                 | Eigenaar Donald Trump bezit zelf het penthouse van de Trump Tower. Dit penthouse heeft in totaal 50 vertrekken verdeeld over drie verdiepingen. In het appartement zit veel marmer en bladgoud verwerkt en in het appartement bevindt zich een 3,5 meter hoog spuitende fontein. De waarde van het appartement wordt geschat op $50 miljoen. Trump liet het appartement door architect Angelo Donghia en zijn toenmalige vrouw Ivana Trump ontwerpen. Oorspronkelijk waren er twee triplex penthouses, maar het andere penthouse kwam later ook in zijn bezit en hij combineerde ze tot het huidige appartement. Aangezien hij van januari 2017 tot januari 2021 president van de Verenigde Staten was woonde hij in die tijd in het Witte Huis in Washington D.C.. | [ 22 ] [ 23 ] [ 24 ] |
|            | Andrew Lloyd Webber          | Andrew Lloyd Webber bezat er in ieder geval in 1994 een appartement. | [ 25 ]               |
|            | Bruce Willis                 | | [ 16 ] [ 18 ]        |

#### Legenda
| Kleur | Betekenis                       |
| ----- | ------------------------------- |
|       | Bezitter van een appartement    |
|       | Ex-bezitter van een appartement |
|       | Onbekend                        |

## Trivia
- De Trump Tower werd gebruikt voor de opnames voor The Devil's Advocate, Spider-Man en The Dark Knight. In die laatste film was het het hoofdkantoor van "Wayne Enterprises".[18] Ook wordt de realityserie The Apprentice er opgenomen. De boardroom uit de serie is echter niet de werkelijke boardroom van The Trump Organization.[26]
- De Trump Tower ontving een prijs van de "Fifth Avenue Association" voor zijn atrium.

- Library of Congress Control Number: sh85138175
- Nationale Bibliotheek van Israël: 987007282109205171
- Virtual International Authority File: 316593342